# Men's Health
Men's Health (MH) es una publicación mensual elaborada por Hearst Magazines en Nueva York, Estados Unidos. Es la revista masculina más grande del mundo, con cuarenta ediciones en cuarenta y siete países.También es la revista para hombres más vendida en locales de Estados Unidos. 
La revista trata diversos temas como el fitness, la nutrición, sexualidad, estilo de vida y otros aspectos de la vida de los hombres y la salud. El sitio web de la revista, MensHealth.com, registra en promedio 60 000 000 de visitas al mes.

## Historia
Inicialmente, los editores de la edición estadounidense fueron Mark Bricklin (1987-88), Mike Lafavore (1988-99), Greg Gutfeld (1999-2000). Actualmente, David Zinczenko se encuentra en el cargo desde el año 2000. A partir de 2004, Zinczenko ha comenzado a colocar en la portada a atletas y celebridades como David Beckham, Mark Wahlberg, Jason Statham, Gerard Butler, LeBron James, Josh Duhamel, Barack Obama, Matthew McConaughey y Dwyane Wade, cambiando el estilo que se tenía en la década de 1990 cuando aparecían únicamente modelos de gimnasio como Gregg Avedon, Scott King y Owen McKibbin, mostrando estrictamente el torso del cuerpo. En octubre de 2017, Men's Health presentó la serie multiplataforma "The Adventurist", en asociación con Fitbit.

## Ediciones globales
La revista ha alcanzado más de 20 000 000 de lectores en todo el mundo.Las ediciones internacionales representan más del 80% del volumen de comercio de la revista.
- Alemania
- Australia
- Brasil
- Bulgaria
- China
- Corea del Sur
- Croacia
- España
- Filipinas
- Francia
- Grecia
- Hungría
- India
- Indonesia
- Italia
- Kazajistán
- Malasia
- Países Bajos
- Polonia
- Portugal
- Reino Unido
- Rumania
- Rusia
- Serbia
- Singapur
- Sudáfrica
- Tailandia
- Turquía